# Miconia nutans
Miconia nutans är en tvåhjärtbladig växtart som beskrevs av John Donnell Smith. Miconia nutans ingår i släktet Miconia och familjen Melastomataceae. Inga underarter finns listade i Catalogue of Life.